# Seerosenteich (Ettersburg)

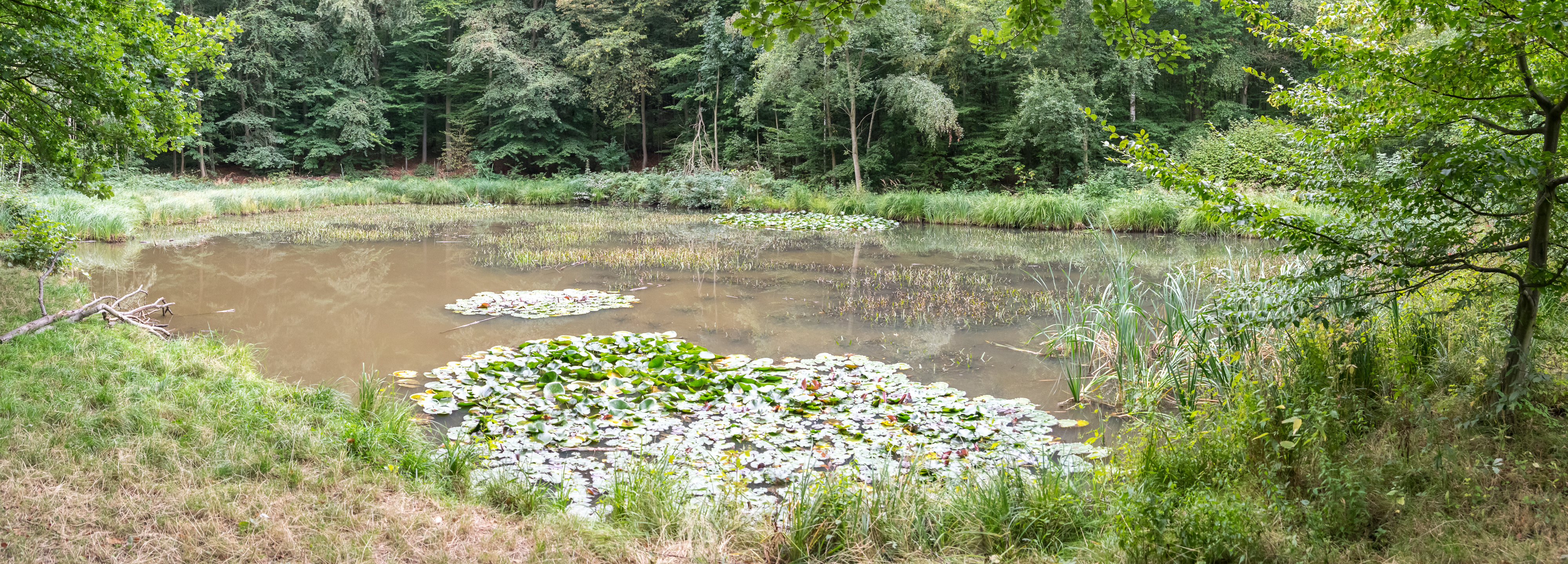
Seerosenteich am Ettersberg

Am Nordhang des Großen Ettersberges in Ettersburg bei Weimar liegt der Seerosenteich (eigentlich zwei miteinander verbundene Teiche) in einem Feuchtwiesengebiet. Er ist verzeichnet auf der Liste der Naturdenkmale in Weimar. Er ist ein orchideenreicher Standort am nördlichen Waldrand. Der Seerosenteich und wohl auch der mit ihm verbundene kleinere Teich haben sich in einem Erdfall gebildet.
Die Feuchtwiese soll sich laut der Liste der Naturdenkmale in Weimar am Kinderheim Ettersburg befinden. Dieses beruht mit einiger Sicherheit auf einem Irrtum, da es in dem fraglichen Bereich niemals eine Bebauung in diesem Sinne gegeben hatte. In der Ettersburger Straße 300 gibt es die Jugendherberge „Am Ettersberg“, die einmal Kinderwaldheim hieß und Kinderkurheim war. Ein Plan von Naturdenkmalen, gezeichnet von Renate Meuche und Walter Steiner, verzeichnet eine Feuchtwiese am „Kinderheim Ettersburg“ und weist diese als orchideenreichen Standort am nördlichen Waldrand aus. Die Lage beider Objekte ist aber deutlich verschieden und kann daher nicht dasselbe meinen.
Neben den namensgebenden Seerosen verbreiten sich in dem Gewässer vermehrt Krebsscheren. Da letztere selten sind, kann diese invasive Wasserpflanzenart nicht entfernt werden. An der am Seerosenteich vorbeiführenden Straße wurde ein Krötenzaun errichtet, dessen Nichtvorhandensein als jahrelanges Manko empfunden wurde.